# Čuvaši
Čuvaši (Чуваши), narod turkijskog jezičnog roda altajske etnolingvističke porodice nastanjen prvenstveno na području Čuvašije (Rusija), a 1989. bilo ih je na području bivšeg Sovjetskog saveza 1.843.300. Ostali krajevi bišeg SSSR-a gdje su danas Čuvaši naseljeni su Tatarstan, Baškirija, i nešto po osamostaljenim državama bivšeg SSSR-a. Sami sebe Čuvaši sami nazivaju Čavašsem (Чăвашсем) ili Чăваш халăхĕ (халăхĕ = narod) i smatraju se potomcima sabirskih Suara koji na području srednje Volge dolaze u 8. stoljeću i osnivaju grad Suar odnosno Сăвар kako ga Čuvaši nazivaju. 
Unutar sebe Čuvaši se dijele na tri lokalne skupine, to su sjeverni Virjal (Вирьял) u sjevernoj i sjeveroistočnoj Čuvašiji, Anat jenči (Анат енчи) u središnjoj i jugozapadnoj i južni Anatri (Анатри) na jugu Čuvaške i van nje.

## Vanjske poveznice
- Чуваши - Россия, Russia
- Этнографические группы: Чуваши